# Примабалерина асолута
Примабалерина асолута је највише звање које интерпретаторка класичног балета може достићи. До сада га је понело само неколико уметница. Империјал балет из Петрограда га је доделио двема својим најбољим примабалеринама – Италијанки Пјерини Лањани и Матилди Кшесинској. Након њих, примабалерином асолутом сматрана је и Ана Павлова. Бољшој театар је ово звање дао Галини Уљановој и Маји Плисецкој, a понеле су га и Енглескиња Марго Фонтејн и Кубанка Алисија Алонсо. Од наших савременица, носила га је Алесандра Фери до свог пензионисања, пре неколико година. У сезони 2008/2009. понела га је Светлана Захарова која је ово звање добила од дирекције Балета миланске скале, где наступа као стална гошћа.